# インドの伝統音楽

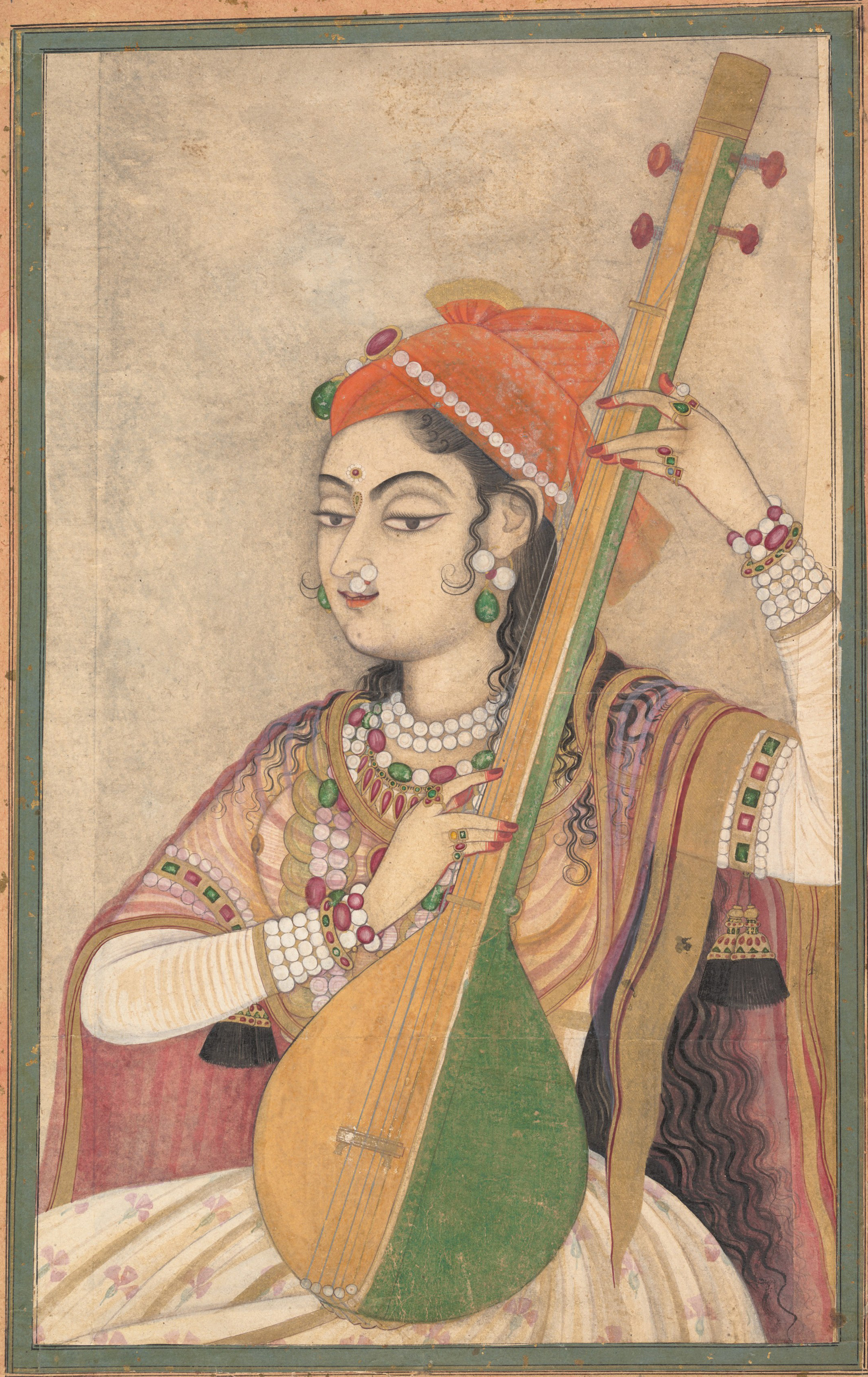
タンブーラを演奏する女性（1735年・インド、ラージャスターン州）

インドの伝統音楽（インドのでんとうおんがく、शास्त्रीय संगीत）の発祥は、最古の文書でヒンドゥー伝承のひとつヴェーダに見ることができる。4巻のヴェーダのひとつ『サーマ・ヴェーダ』に音楽のことが詳細に記載されている。

## 概要・流派
インドの伝統音楽が世界的に認識された理由としては、ラヴィ・シャンカールがウッドストック・フェスティバルでシタールを演奏したことが大きかった。1960年代後半のヒッピー・ムーブメントや、ラヴィ・シャンカールらの影響を受け、ジョージ・ハリスンらビートルズのメンバーのインド訪問や、ローリング・ストーンズのブライアン・ジョーンズが「黒くぬれ!」でシタールを演奏するなどの現象が見られ、インド音楽に注目が集まった。
インドの伝統音楽には二つの主流があり、ひとつは北インド発祥のヒンドゥスターニー音楽と、南インド発祥のカーナティック音楽（カルナータカ音楽）である。

### カーナティック音楽（カルナータカ音楽）
カーナティック音楽はほとんどが即興であるという点でヒンドゥスターニー音楽に似ているが、より理論に影響されており、厳密な規則を持っているところが異なる。また、楽器よりも声楽を重視する。
主なテーマはデーヴィー崇拝、ラーマ崇拝、神殿の描写や愛国的な歌である。
現存の演奏家でもっとも知られているのは、Mangalampalli Balamuralikrishna, T V Sankaranarayanan, Madurai T N Seshagopalan および K J Yesudasらである。
プランダラ・ダサの16世紀における音楽的努力は、カーナティック音楽をインドの伝統音楽の重要部分として記録させた。

### ヒンドゥスターニー音楽
ヒンドゥスターニー古典音楽は北インドで主流のインドの古典音楽の流派で、ラーガ（音階に似た音律組織）とターラ（リズム様式）に基づいたものである。インド各地で古くから歌われている民謡は、それぞれ独特な雰囲気を持つが、なぜかと言うと、使われている音階やリズムが違うからである。このような民謡でよく耳にする音階やリズムを集め、それらをさらに洗練させ、その音楽的な可能性を限界まで追って行こうとするのがヒンドゥスターニー古典音楽の始まりである。
西欧の音楽のように、一定の音高のものを並べただけの音階と異なり、それぞれのラーガ独特のメロディー様式により別のラーガとなるため、多くの種類が存在する。たとえば、新しいラーガを作り出し、その音楽的な可能性も探っていくうちに、ラーガの種類の数が増え、全部で500以上ものラーガが知られている。その中の200ぐらいが現在も使われている。
現存の演奏家でもっとも知られているのは、Bhimsen Joshi、ラヴィ・シャンカル、Hariprasad Chaurasiaおよびザキール・フセインらである。

## 旋律とラーガ、楽器
ラーガやターラは基礎に数百のラーガやターラを含んでいる。インドの伝統音楽は単旋律であり、単一のメロディーラインに乗っている。
曲の演奏は、儀式的なやり方（まず通奏低音楽器、それから独奏者、それから伴奏者と打楽器奏者）で奏者が登場するところから始まる。
メロディーは単一のラーガ（伝統的な旋律定型）に乗せ、リズムは単一のターラ（伝統的なリズム定型）に乗せる。演奏者は楽器の調律から始めるのだが、この作業はしばしば、それと分からないように音楽そのものの始まりと混ぜて行われる。
ラーガは段階的に展開するメロディーで始まり、しばしば30分以上の長さになる。ラーガの始まりは、ヒンドゥスターニー音楽ではアーラープ、カルナータカ音楽ではアーラーパナムと呼ばれる。
アーラープは多くの熱狂的ファンに愛されているが、そうでない人にとってはしばしば難解でもある。
ヒンドゥスターニー音楽ではひとたびラーガが始まると、モードの装飾音はリズミカルになり、次第に速くなる。この部分はジョルと呼ばれる。
ジョルの後にクライマックスがあり、全てが停止して観客が拍手する。
最後に打楽器奏者が独奏者と互いに影響しながら、演奏を始め、それから自然発生的で競争的なジャーラと呼ばれる部分に進む。
カルナータカ音楽のラーガは、一般的にテンポが速くより短い。
演奏の最初には、ヴァルナムと呼ばれる形式の小曲が演奏されることが多く、これは演奏家にとってのウォームアップでもある。
その後に祈祷と祝福の願いが続き、それからラガム（韻律に基づかないメロディー）の交替の連続、ターラム（装飾音。ジョルと同じ位置づけのもの）が続く。
これはクリティと呼ばれる聖歌と互いに交じり合う。
その後に、パラビ、またはラーガの主題が来る。
インドの伝統楽器には、ヴィーナ（ビーナ、弦楽器）、ムリダンガム（両面太鼓）、タブラ（対になった小太鼓）、カンジーラ、ガタム、タンプーラ （弦楽器）、バンスリ （木製/竹製のフルート）、シタール、チトラ・ヴィーナ、ヴァイオリン、エスラジおよびサーランギ（弓で弾く弦楽器）などがある。
打楽器奏者は、曲の始めに独奏者と音程が合っていることを確かめるため、皮を固定する皮ひもに挟んだ木片を槌で叩く・皮の表面を湿らせる等の方法で調律を行う。
また、このほかよく使われる楽器として紐付きタンブーラ（タンプーラとも呼ばれる）がある。これはラーガ全体を通して基礎となる一定の音程を維持するための通奏低音を出すために使われる。この単調な仕事は、独奏者の見習いが受け持つのが伝統である。